# Sahar Nasr
Pour les articles homonymes, voir Nasr.
Sahar Nasr (en arabe: سحر نصر), née en 1964, est femme politique, ministre de l'Investissement et de la Coopération internationale de la République arabe d'Égypte de 2015 à 2019.

## Biographie
Sahar Nasr naît en 1964. En 1985, elle obtient un diplôme en économie de l'American University, et en 1990 elle reçoit une maîtrise. Entre 1993 et 1995, elle travaille à la Chambre de commerce des États-Unis en Égypte. En 1995 et 1996, elle devient chef économiste du projet de privatisation de la société d'audit Arthur Andersen. Entre 2002 et 2011 elle enseigne au département d'économie de l'Université américaine et britannique d'Égypte. De 1996 à 2014, elle occupe différents postes (experte, économiste en chef, coordinatrice, directrice régionale) au sein du Fonds de la Banque mondiale,.
De 2015 à 2019, elle est ministre de l'Investissement et de la Coopération internationale de la République arabe d'Égypte,,. Elle succède à Naglaa al-Ahwani à ce poste et est elle-même remplacée par Rania Al-Mashat.